# 冬の怪談 ぼくとワタシとおばあちゃんの物語
『 冬の怪談 ぼくとワタシとおばあちゃんの物語』（ふゆのかいだん ぼくとワタシとおばあちゃんのものがたり）は、2009年7月25日に公開された日本映画。主演は矢島舞美。他には木村延生、福田花音、中島マリ、原田大二郎が出演。

## 登場人物
- 佐伯小夜　　演 – 矢島舞美
- 風間亮　　　演 – 木村延生
- 風間春菜　　演 – 福田花音
- 風間早百合　演 – 深谷みさお
- 北山理緒　　演 – 山本博子
- 風間寛子　　演 – 中島マリ
- 風間貫太郎　演 – 原田大二郎

## スタッフ
- エグゼクティブプロデューサー / 製作 - 神品信市
- プロデューサー – 甲斐浩次　本谷明人　上野順司
- アシスタントプロデューサー – MAKIKO
- 監督/脚本 - 上野コオイチ
- 助監督 – 錦戸健太郎
- 撮影 – 吉沢和晃
- 録音 – 田代浩由紀
- 製作ディレクター – 西村克也　山多裕生　奥村伸也　鈴木愛
- 音楽ディレクター - TOSHIMITSU
- 製作 - MIRAI PICTURES JAPAN
- 配給 - MIRAI